# Витлин, Виктор Львович
Ви́ктор Льво́вич Витли́н (9 марта 1907, Екатеринослав, Екатеринославская губерния, Российская империя — 20 сентября 1974, Ленинград, СССР) — советский композитор, автор многочисленных детских песен, опер, оперетт, балетов и кантат.

## Биография
Родился 9 марта 1907 года в Екатеринославе, был младшим ребёнком в семье екатеринославского мещанина Иегуды-Лейба Абрам-Ицковича Витлина и Хаи Витлиной. С 1925 по 1932 годы учился в Ленинградской консерватории по классу композиции В. В. Щербачёва.
В 1932—1934 годах Виктор Витлин был заведующим музыкальной части, а также композитором Театра пролетарского актёра, затем (1934—1935) Драматического театра флота.
В 1937 году Виктор Львович написал музыку к фильму «Днепр в огне» и к мультфильму «Первая охота».
Позднее целиком посвятил себя композиторскому творчеству, особо выделяясь музыкой для детей. Автор многих детских опер, оперетт, балетов, кантат, хоровых и инструментальных произведений, песен, музыки к кинофильмам, спектаклям и радиопостановкам. Им создано свыше трёхсот песен для дошкольников.

## Сочинения

### Балеты
- «Наш цирк»

### Оперы
- «Сын полка»
- «Царевна-лягушка»
- «Палочка-выручалочка».

### Оперетты
- «Я хороший ученик»

### Мюзиклы
- «Человек рассеянный с улицы Бассейной»

### Кантаты
- «Родная земля»
- «Именем Ленина»
- «Под красным знаменем»

### Оратории
- «Ваш подвиг не забыт»

### Детские песни
- «Зимняя песенка» (слова П. Кагановой)
- «Лесная песенка» (слова П. Кагановой)
- «Серенькая кошечка» (слова С. Погорельского)

и другие.